# Пань Лянь
Пань Лянь (кит. упр. 潘濂, пиньинь Pān Lián; англ. Poon Lim; 8 марта 1918, Хайнань, Китайская республика — 4 января 1991, Бруклин, США) — китайский моряк, известный тем, что выжил спустя 133 дня пребывания в Атлантическом океане.

## Биография
Родился на острове Хайнань в Китае. В 1942 году служил вторым стюардом на британском торговом судне Ben Lomond. В ноябре 1942 года судно направлялось из Кейптауна в Голландскую Гвиану. Оно было вооружено, но двигалось без охраны и довольно медленно.
23 ноября 1942 года немецкая подлодка U-172 обнаружила судно и торпедировала его в точке 0°18′ с. ш. 38°27′ з. д.. По различным оценкам и источникам, из 55 членов экипажа удалось спастись 11 морякам. Одним из них был и Пань Лянь.
Обнаружив, что судно тонет, Пань Лянь надел спасательный жилет и прыгнул за борт до того, как взорвались котлы, довершившие начатое торпедой. Проведя два часа в воде, он обнаружил стандартный восьмифутовый спасательный плот и забрался на него. На плоту находилось несколько банок с печеньем, сорок литров питьевой воды, немного шоколада, сахар, несколько фальшфейеров, пара дымовых шашек и электрический фонарик.
Первоначально Пань Лянь питался продуктами с плота, но вскоре пришлось прибегнуть к другим источникам. Он собирал дождевую воду, используя тент плота, а также занялся рыбалкой. Так как Пань не очень хорошо плавал, то привязывал себя к плоту верёвкой, закреплённой на запястье.
Провода из фонарика он превратил в рыболовный крючок, конопляные волокна верёвки он использовал как леску, а из выдернутого из плота гвоздя он сделал крючок для крупной рыбы. Для разделки рыбы он использовал самодельный нож, изготовленный из одной из банок с печеньем. Он вялил пойманную рыбу на верёвке, натянутой над плотом. В один из дней сильный шторм обрушился на плот и испортил накопленные запасы рыбы и воды. Чуть живой, Пань Лянь смог поймать птицу и напился её кровью.
Сначала он вёл учёт дням, завязывая узлы на верёвке, но потом решил, что это бессмысленно, и стал считать только месяцы, ориентируясь на полнолуния.

## Спасение
Район океана, где находился Пань Лянь, не был пустынным. Несколько раз его обнаруживали. Сначала мимо проходило грузовое судно. Как позднее утверждал Пань Лянь, на судне видели его, но не стали брать на борт из-за того, что он китаец. Затем он был обнаружен патрульной эскадрильей самолётов ВМФ США, которые также заметили его и сбросили сигнальный буй, но вскоре разразился шторм. Также он видел несколько немецких подводных лодок.
В начале апреля 1943 года он обнаружил, что уже близко от земли, так как изменился цвет воды, это была уже не чистая океанская вода, а с заметным влиянием вод из устья Амазонки. 5 апреля 1943 года его обнаружили три бразильских рыбака, которые спустя три дня доставили его в Белен.

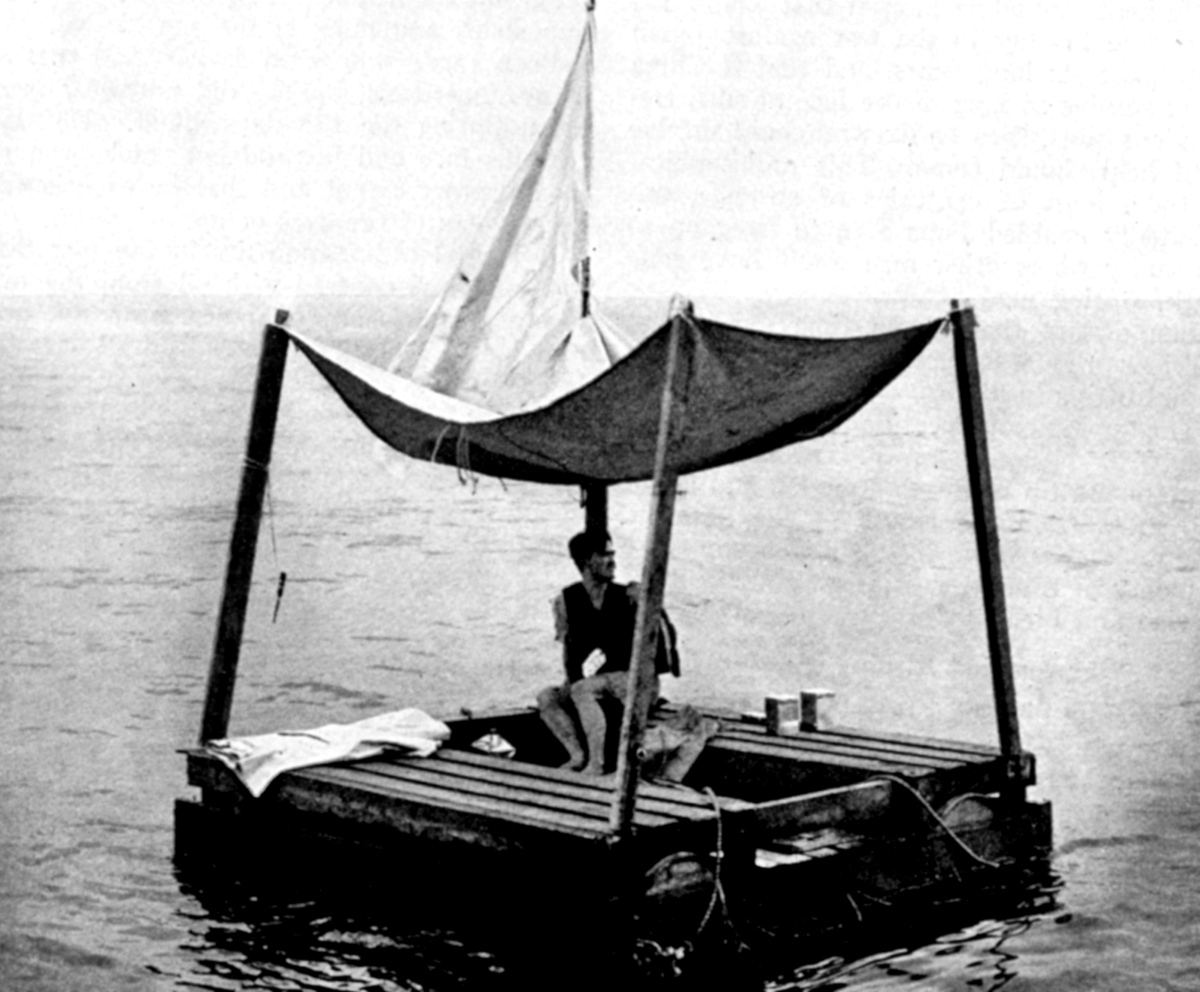
Пань на аналогичном плоту

К моменту обнаружения Пань Лянь потерял в весе всего 9 килограммов и был способен передвигаться самостоятельно. Он провёл четыре недели в бразильской больнице, после чего британский консул переправил его в Великобританию через Майами и Нью-Йорк.
После окончания войны Пань Лянь решил эмигрировать в США, но не прошёл по квоте на китайских иммигрантов. Однако, благодаря своей известности и помощи сенатора Уоррена Магнусона, он получил специальное разрешение и в конце концов в 1952 году получил гражданство. Он продолжил морскую службу и вышел в отставку в 1983 году с должности шеф-стюарда.

## Рекорды
Всего Пань Лянь провёл на плоту 133 дня. Когда ему сообщили, что никто никогда ранее не продержался в море так долго, он ответил: «Я надеюсь, что никому и никогда не придётся побить этот рекорд».
И хотя позднее три мексиканских моряка провели десять месяцев на неуправляемом судне, по времени пребывания на плоту и в одиночестве рекорд Пань Ляня остаётся непобитым.

## Награды
Король Георг VI наградил Пань Ляня медалью Британской империи, а в руководства Королевского флота по технике выживания вошли рекомендации Паня.